# Lijst van dragers van de Orde Pour le Mérite (vredesklasse)

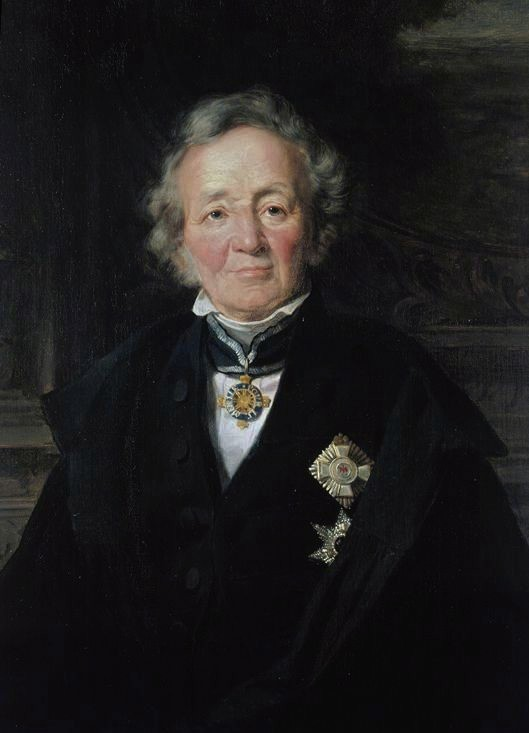
Leopold von Ranke draagt hier ook de plaque van de Orde van de Rode Adelaar

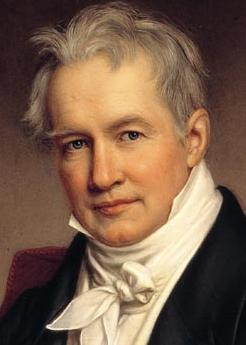
Alexander von Humboldt

De dragers van de Orde Pour le Mérite voor de Wetenschappen en de Kunsten (Duits: "Orden Pour le Mérite für Wissenschaften und Künste") werden gekozen uit de kring van de meest geziene wetenschappers en kunstenaars waarbij de leden die zélf hun rijen aanvulden controversiële voordrachten niet uit de weg gingen.
De nazi's keerden zich tegen een orde die zo vrijzinnig, intellectueel en zo onafhankelijk was en verboden de leden om de opengevallen plaatsen opnieuw te vullen. Prominente anti-fascisten als Käthe Kollwitz en Albert Einstein werden uitgesloten.
De latere Bondspresident Theodor Heuss, die de orde na de Tweede Wereldoorlog nieuw leven inblies, sprak in dit verband van een "Areopag des Geistes".
- Louis Daguerre
- Alexander von Humboldt
- Jean Auguste Dominique Ingres
- Felix Mendelssohn Bartholdy
- Louis Gay-Lussac
- Charles Darwin
- Thomas Carlyle
- Robert Koch
- Hermann von Kuhl, die zowel de oorlogs- als de vredesklasse droeg
- Ferdinand von Zeppelin
- Leopold von Ranke
- Wilhelm Röntgen
- Otto Hahn
- Albert Schweitzer
- Norman Foster
- Georg Dehio
- Umberto Eco
- Anton von Werner
- Käthe Kollwitz
- Thomas Mann
- Walther von Wartburg
- Carl Orff
- Carl Friedrich von Weizsäcker
- Dame Elisabeth Legge-Schwarzkopf
- Lise Meitner

## Nederlandse leden in de orde

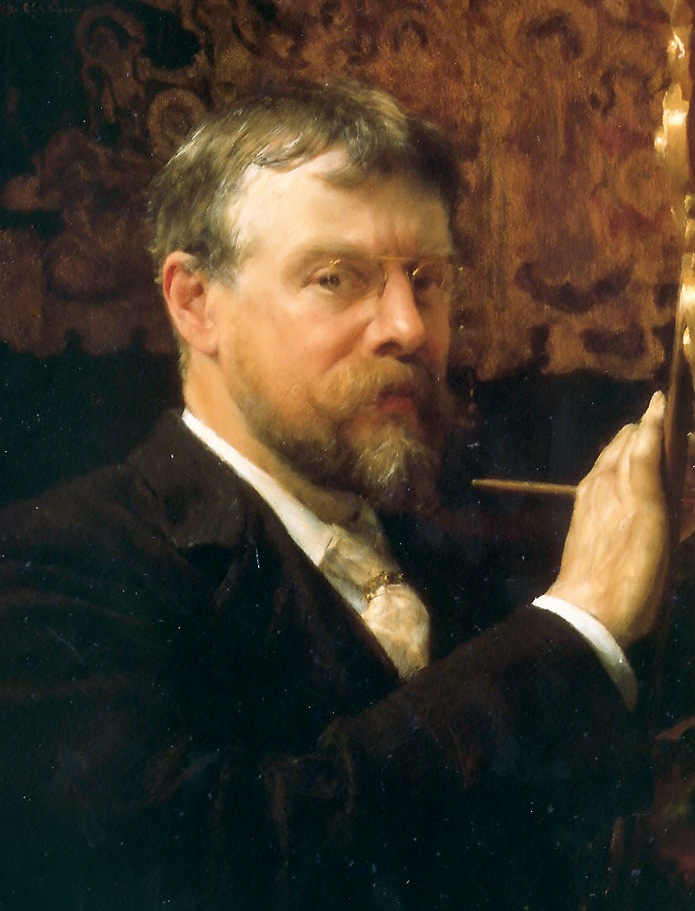
Zelfportret van Lawrence Alma-Tadema (1896)

Het aantal Nederlandse dragers van de orde is beperkt gebleven tot tien. Daarvan leefde Lawrence Alma-Tadema ten tijde van zijn verkiezing in Londen. Nederlandse schrijvers en letterkundigen werden nog niet in de orde opgenomen, dat ondanks de toegenomen populariteit van de Nederlandse literatuur onder de Duitse lezers. De Nederlandse leden van de vredesklasse getuigen van de grote faam die de Nederlandse universiteiten, de exacte wetenschappen zoals de natuurkunde voorop, aan het begin van de 20e eeuw in Europa en daarbuiten genoten.
- Lawrence Alma-Tadema, schilder
- Johan Hendrik Caspar Kern, indoloog en taalonderzoeker
- Michiel Jan de Goeje, arabist
- Jacobus van 't Hoff, chemicus
- Pieter Geyl, historicus
- Hendrik Lorentz, natuurkundige
- Jacobus Cornelius Kapteyn, astronoom
- Hendrik Casimir, natuurkundige
- Bartel Leendert van der Waerden, wiskundige
- Willem Levelt, psycholinguïst, werd in 2010 in de orde opgenomen.

## Belgische leden in de orde
- Louis Gallait, schilder
- Nicaise de Keyser, schilder
- Émile Wauters, schilder

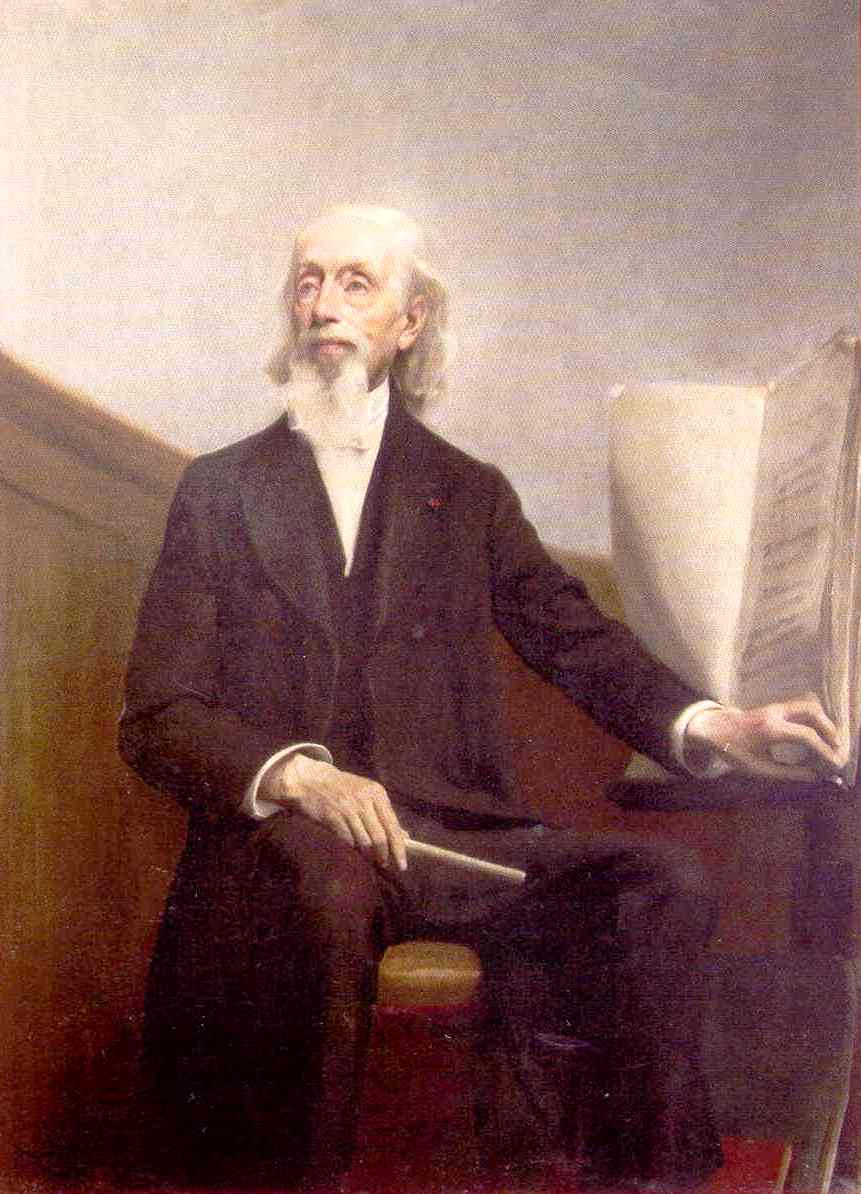
François-Auguste Gevaert

- François-Auguste Gevaert, muziekhistoricus en componist
- François Louis Ganshof, historicus